# Кариг, Шара
Шара Кариг (венг. Karig Sára; 14 июля 1914, Бая — 2 февраля 1999, Будапешт) — венгерская социал-демократка, Праведник мира, политзаключённая, переводчица.

## Биография
Родилась в семье учителей, окончила Университет Сегеда. В 1934—1937 годах жила в Великобритании, где работала гувернанткой; потом вернулась в Венгрию.
В 1941—1944 годах работала в компании по торговле вином в Будапеште. В 1943 году вступила в Социал-демократическую партию Венгрии. В 1944 году во время оккупации Венгрии вермахтом прятала евреев, бежавших британских военнопленных, дезертиров из венгерской армии, сражавшейся на стороне вермахта, снабжала их поддельными документами.
На выборах в парламент в 1947 году работала в избирательной комиссии в Будапеште и разоблачила фальсификацию выборов венгерскими коммунистами. В связи с этим на следующий день она была арестована органами госбезопасности, вывезена в Австрию, в город Баден, и передана там советским военным властям. Там её обвинили в шпионаже, держали три месяца в заключении, пытали и, наконец, отправили в СССР, где она попала в Воркутлаг. Родственники о её судьбе ничего не знали. В лагере Шара работала в угольной шахте, а после того, как на общих работах её здоровье ухудшилось, в 1950 году её перевели на работу библиотекарем. Лишь тогда она смогла тайно записать сочинённые ею в лагере стихи. Но ей пришлось сжечь свои записи перед обыском. В лагере она выучила русский язык.
В 1953 году её освободили из лагеря, она вернулась в Будапешт и записала по памяти свои лагерные стихи. Она была реабилитирована в 1957 году, работала в венгерских издательствах, занималась литературными переводами с английского, русского и украинского языков, в частности переводила Булгакова на венгерский. С украинского переводила произведения И. Вильде, А. Довженко, В. Канивеца, В. Симоненко, Ю. Щербака.
В 1985 году Яд ва-Шем присвоил ей звание Праведник мира.

## Переводы
- Bulgakov: Molière úr élete
- Bulgakov: Végzetes tojások (kisregények)
- Rabindranáth Tagore: …folyóhoz vezető lépcsők (válogatott írások) fordították: Karig Sára, Sármay Márton; Lazi, Szeged, 2000.
- Abe Kóbó: A negyedik jégkorszak
- Agatha Christie: Paddington 16.50
- Alan Marshall: Én is versenyt futok a széllel. K.u.K. Kiadó